# Baghban

Baghban est un film indien de Bollywood réalisé par Ravi Chopra en 2003.

## Synopsis
Raj Malhotra (Amitabh Bachchan) et son épouse Pooja (Hema Malini) ont quatre fils : Ajay (Aman Verma), Sanjay (Samir Soni), Rohit (Saahil Chadda) et Karan (Nasir Khan). Ils ont également adopté un enfant, Alok (Salman Khan), qui est amoureux d'Arpita (Mahima Chaudhry). Raj ayant atteint l'âge de la retraite, il décide avec sa femme de vivre avec leurs quatre enfants. Mais ceux-ci ne l'entendent pas ainsi et considèrent leurs parents comme des fardeaux. Les enfants se mettent d'accord pour héberger leurs parents sous leur toit à tour de rôle, pendant 6 mois, mais à une seule condition : ils n'accueilleront qu'un seul 
de leur parent. Raj et Pooja, pour la première fois de leur vie depuis leur union sacrée, se voient ainsi séparés. Ils vivent très mal la situation jusqu'à ce qu'Alok réapparaisse dans leur existence.

## Fiche technique
- Titre : Baghban
- Réalisateur : Ravi Chopra
- Producteur : B. R. Chopra
- Scénaristes : Shafiq Ansari, Satish Bhatnagar, B. R. Chopra, Ram Govind, Achala Nagar
- Acteurs : Amitabh Bachchan, Hema Malini, Sharat Saxena, Salman Khan
- Musique : Aadesh Shrivastava
- Distribution : B.R. Films
- Date de sortie : 3 octobre 2003
- Durée : 183 minutes
- Pays : Inde
- Langue : Hindi

## Distribution
- Amitabh Bachchan : Raj Malhotra
- Hema Malini : Pooja Malhotra
- Salman Khan : Alok Raj
- Mahima Chaudhry : Arpita Raj
- Aman Verma : Ajay Malhotra
- Samir Soni : Sanjay Malhotra
- Saahil Chadda : Rohit Malhotra
- Nasir Khan : Karan Malhotra
- Divya Dutta : Reena Malhotra
- Suman Ranganathan : Kiran Malhotra
- Rimi Sen : Payal Malhotra
- Paresh Rawal : Hemant Patel
- Lilette Dubey : Shanti Patel
- Yash Pathak : Rahul Malhotra

## Musique
- Compositeur : Adesh Shrivastava
- Parolier : Sameer

| Chanson                      | Interprète(s)                                                   |
| ---------------------------- | --------------------------------------------------------------- |
| Meri Makhna                  | Alka Yagnik, Sudesh Bhonsle                                     |
| Kuch To Hone Laga            | Udit Narayan, Alka Yagnik                                       |
| Holi Khele Raghuveera        | Amitabh Bachchan, Sukhwinder Singh, Udit Narayan, Alka Yagnik   |
| Main Yahan Tum Wahan         | Amitabh Bachchan, Alka Yagnik                                   |
| Chali Chali Phir Chali Chali | Amitabh Bachchan, Alka Yagnik, Hema Sardesai, Adesh Shrivastava |
| O Dharti Tarti Ambar Tarse   | Amitabh Bachchan, Richa Sharma                                  |

## Box office
Baghban a reçu les honneurs au Leeds International Film Festival à Leeds en Angleterre. 
Ce film a été bien accueilli par la critique et est devenu un des plus grands succès de Ravi Chopra.